# Ectropis geniculata
Ectropis geniculata là một loài bướm đêm trong họ Geometridae.